# Станинець Юрій Іванович

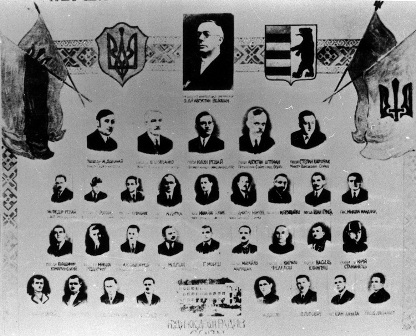
Посли Сойму Карпатської України.
По центру: Президент Карпатської України о. Августин Волошин; Перший ряд зліва направо: Микола Долинай, Юлій Бращайко, Юліян Ревай, Августин Штефан, Степан Клочурак; Другий ряд: Федір Ревай, Степан Росоха, Леонід Романюк, Августин Дутка, Михайло Тулик, Дмитро Німчук, Михайло Бращайко, Іван Грига, Микола Мандзюк; Третій ряд: Володимир Комаринський, Микола Різдорфер, Антон Ернест Олдофреді, Мілош Дрбал, Григорій Мойш, Михайло Марущак, Кирило Феделеш, Василь Климпуш, о. Юрій Станинець; Четвертий ряд: Василь Щобей, Іван Ігнатко, Юрій Пазуханич, Іван Перевузник, Адальберт Довбак, Петро Попович, Іван Качала, Василь Лацанич

Станинець Юрій Іванович  (5 вересня 1906, с. Нижній Шард, Австро-Угорська імперія — 11 квітня 1994 с. Горонда Мукачівського району Закарпатської області) — український письменник та громадський діяч, священник, депутат Сойму Карпатської України, член Національної спілки письменників України (1994).

## Біографія
Юрій Іванович Станинець народився 5 вересня 1906 у с. Нижній Шард (тепер — Нижнє Болотне Іршавського району Закарпатської області) у родині селян. Батько, Іван Станинець, 25 років обирався старостою села і очолював церковну громаду.
Початкову освіту здобув у церковній народній школі у рідному селі та в школі у с. Доробратово. У 1918–1919 роках навчався у горожанській школі у Виноградові. Угорської мови він не розумів, хоча вмів писати, і лише хабар від батька врятувало його від провалу на іспиті. Подальшому навчанню завадила суперечка Чехо-Словаччини та Угорщини за Закарпаття.
У 1920–1926 роках навчався у Берегівській руській (українській) гімназії. На цей час припадають перші друковані краєзнавстві та фольклорні розвідки, переважно про рідне село.
У 1926 році батько його записав до Ужгородської греко-католицької духовної семінарії, яку Юрій Станинець закінчив 1930 року.
27 липня 1930 року він був висвячений на священника єпископом Петром Гебеєм, і 1 серпня того року був призначений священником у селі Угля (тепер — Тячівського району).
У тому ж 1930 році кілька місяців перебуває у лавах збройних сил Чехо-Словаччини. Повернувшись до Углі, він був тут священником ще 4 роки, після чого його перевели до села Салдобоша (тепер — с. Стеблівка Хустського району Закарпатської області). Будучи священником, він багато писав на релігійну тему та починає займається літературною діяльністю.
1937 року він був переведений до села Вонігове (тепер — Тячівського району). В цей час він познайомився з Уласом Самчуком.
У 1939 році Юрій Станинець був обраний депутатом до Сойму Карпатської України.
У 1945 року, коли починається ліквідація греко-католицької школи, він повертається до рідного села. Тут він допомагав своїй дружині, яка була завідувачкою початкової школи, вести документацію. Ним було створена хата-читальня, де він читав лекції, проводив курси садоводів-любителів та був редактором стінної газети.
Наприкінці 1940-х переселяється до села Горонда. Протягом кількох років служить у церквах багатьох сіл, а у 1954 році його було призначено священником до села Лалово. У 1963 році він пішов на пенсію через хворобу нирок.
У 1993 році його було прийнято до Національної спілки письменників України, але остаточно затверджено 1994 року.

## Смерть
Помер Юрій Станинець 11 квітня 1994 року у селі Горонда Мукачівського району Закарпатської області і був похований у селі Нижнє Болотне Іршавського району Закарпатської області.
Майже всі обласні газети з глибоким сумом повідомили цю звістку, вмістивши пропам'ятні статті і некрологи.
На його смерть Петро Скунць написав:
| | Помер Юрій Станинець. А ми зосталися. Та чи варто нам зоставатися? Адже коли він був письменником, то нинішній лауреат відшив його з боязні – а раптом буде він, а не я. Потім його била доля – а може, й за це... |
| — Н. Ребрик, 5 вересня виповниться 103 роки від дня народження закарпатського письменника Юрія Станинця. Закарпаття онлайн. 04.09.2009. | |

## Творчий доробок
Оповідання Юрія Станинця «У вагоні» увійшло до антології української новели, виданої у Римі у 1938 році.
У 1942 році вийшла збірка його оповідань «Подарунок», а наступного року окремою книжкою повість «Юра Чорний».
У середині 1980-х років зусиллями І. Ребрика та проф О. В. Мишанича була підготовлена збірка прози Юрія Станинця «Юра Чорний», куди увійшли повість «Юра Чорний» і 14 оповідань.
Після смерті Юрія Станинця вийшли друком три його книжки: у 2007 році роман «Сусіди», який е першим соціально-побутовим романом у закарпатоукраїнській літературітавідтворює реалістичну картину життя закарпатського села першої половини XX століття, та у 2012 році повна збірка його творів «Червона йонатаночка». А його оповідання «Мандрівка святого Миколая» увійшло у 2008 році до антології легенд, казок та оповідань.
Письменник Петро Мідянка вважає, що «ми ще лише відкриваємо для себе материк добірної Станинцевої прози…».
На думку Михайла Ребрика, Юрій Станинець — яскравий представник соціально-психологічної літератури Закарпаття 30-40 років минулого століття, літературна, теологічна, епістолярна й фольклорно-етнографічна спадщина якого ніколи не піддавалась цілісному аналізу.
Видання
- Станинець Ю. Подарунок. Оповідання (1942)
- Станинець Ю. Юра Чорний. Повість (1943)
- Станинець Ю. Юра Чорний. — Ужгород: Карпати, 1991.
- Станинець Ю. Сусіди. Роман. — Ужгород: Ґражда (2007).
- Станинець Ю. Червона йонатаночка. — Ужгород: Ґражда, 2012–640 с.

## Сім'я
15 серпня 1930 року в Углі він одружився з Маргаритою Шелестай, яка була учителькою з Імстичева (померла 1983 року).
Сестра  – Олена Станинець була вчителькою місцевої школи.

## Вшанування пам'яті
Від лютого 2023 року є вулиця в Ужгороді названа його іменем.
Від червня 2024 року вулиця його імені є у селі Вонігове.